# آلفرد رابینسون (بازیکن فوتبال، زاده ۱۸۸۷)
آلفرد رابینسون (انگلیسی: Alfred Robinson؛ 1887 – ۱۹۴۵ (۵۷−۵۸ سال)) بازیکن فوتبال بود.
از باشگاه‌هایی که در آن بازی کرده‌است می‌توان به باشگاه فوتبال گریمزبی تاون اشاره کرد.